# Sverre Lunde Pedersen
Sverre Lunde Pedersen (* 17. července 1992 Bergen) je norský rychlobruslař.
V roce 2008 se poprvé představil na Mistrovství světa juniorů, v následující sezóně pravidelně startoval ve Světovém poháru juniorů. V seniorském Světovém poháru debutoval o rok později. V letech 2010, 2011 a 2012 získal na juniorských světových šampionátech devět medailí, z toho osm zlatých. Již roku 2011 se zúčastnil seniorských šampionátů, přičemž na Mistrovství Evropy se umístil na šesté příčce. V následujících letech svoje výsledky ještě vylepšil, neboť na ME 2013 a vícebojařských MS 2013 a 2014 skončil čtvrtý. Zúčastnil se Zimních olympijských her 2014, kde jeho nejlepším individuálním výkonem bylo páté místo v závodě na 5000 m (kromě toho byl osmý na distanci 1500 m a s norským týmem pátý ve stíhacím závodě družstev). Svoji první velkou medaili, bronzovou, vybojoval na Mistrovství světa ve víceboji 2015, o rok později získal stříbro. Na MS na jednotlivých tratích 2016 si dobruslil pro bronz na distanci 5 km a pro stříbro ve stíhacím závodě družstev. Ze světového šampionátu 2017 si přivezl bronz ze stíhacího závodu družstev. Zúčastnil se Zimních olympijských her 2018, kde v závodě na 5000 m vybojoval bronzovou medaili, na trati 1500 m se umístil na 9. příčce, ve stíhacím závodě družstev získal zlatou medaili a v závodě s hromadným startem skončil v semifinálové jízdě. Na Mistrovství světa ve víceboji 2018 si dobruslil pro stříbrnou medaili a z víceboje na ME 2019 si přivezl bronz. Na Mistrovství světa na jednotlivých tratích 2019 vyhrál závod na 5000 m a získal stříbro na distanci 1500 m a ve stíhacím závodě družstev. Během následného vícebojařského světového šampionátu 2019 obhájil stříbrnou medaili. Na ME 2020 získal bronzovou medaili ve stíhacím závodě družstev a z Mistrovství světa ve víceboji 2020 si přivezl stříbro. Na Mistrovství Evropy 2021 obhájil ve víceboji bronz a na ME 2022 vybojoval stříbrnou medaili ve stíhacím závodě družstev. Zúčastnil se Zimních olympijských her 2022, kde s norským týmem obhájil zlatou medaili ve stíhacím závodě družstev.